# Corte Marcial da Turquia de 1919-20

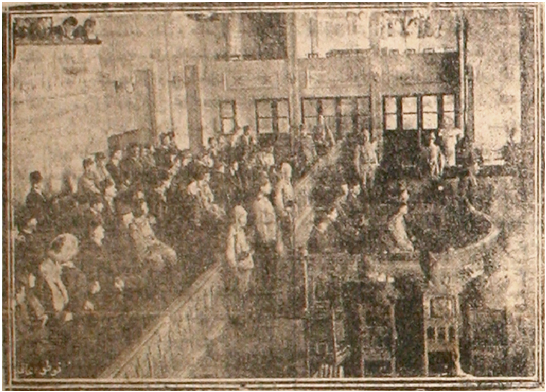
Uma sessão do tribunal do turco cortes marciais de 1919-20. COPA líderes, Enver, Djemal, Talaat, entre outros, foram, finalmente, sentenciado à morte sob a acusação de guerra, a especulação, e os massacres de ambos os Armênios e Gregos.

A Corte Marcial da Turquia de 1919-20 ou Cortes Marciais Turcas de 1919-1920 foram cortes marciais do Império Otomano, que ocorreu logo após o armistício de Mudros durante o rescaldo da I Guerra Mundial. A liderança do Comitê de União e Progresso e  ex-funcionários foram acusados de várias crimes, incluindo a subversão da constituição, lucrar com a guerra, e os massacres de ambos os Armênios e Gregos. O tribunal chegou a um veredicto que condenou os organizadores dos massacres, Talat, Enver, Cemal e outros pelas mortes.
Uma vez que não houve leis internacionais no lugar em que eles poderiam ser julgados, os homens que orquestrou o genocídio escapou da acusação e viajaram relativamente livremente por toda a Alemanha, a Itália e a Ásia Central. Isto levou à formação de Operação Nêmesis, uma operação secreta realizada por Armênios contra personalidades políticas e militares otomanas que fugiram da acusação, e foram assassinados por seu papel no Genocídio armênio.
As cortes marciais turcas foram forçadas a fecharem durante o ressurgimento do Movimento Nacional Turco e Mustafa Kemal. Aqueles que continuaram a servir as suas patentes foram perdoados sob o recém-criado governo Kemalista em 31 de março de 1923.

## Antecedentes

### Primeira Guerra Mundial
A seguir a reportagem do Embaixador dos EUA para o Império Otomano, Henry Morgenthau, Sr. da armênia resistência durante o Genocídio armênio na cidade de Van, a Tríplice Entente formalmente avisou o Império Otomano, em 24 de maio de 1915:

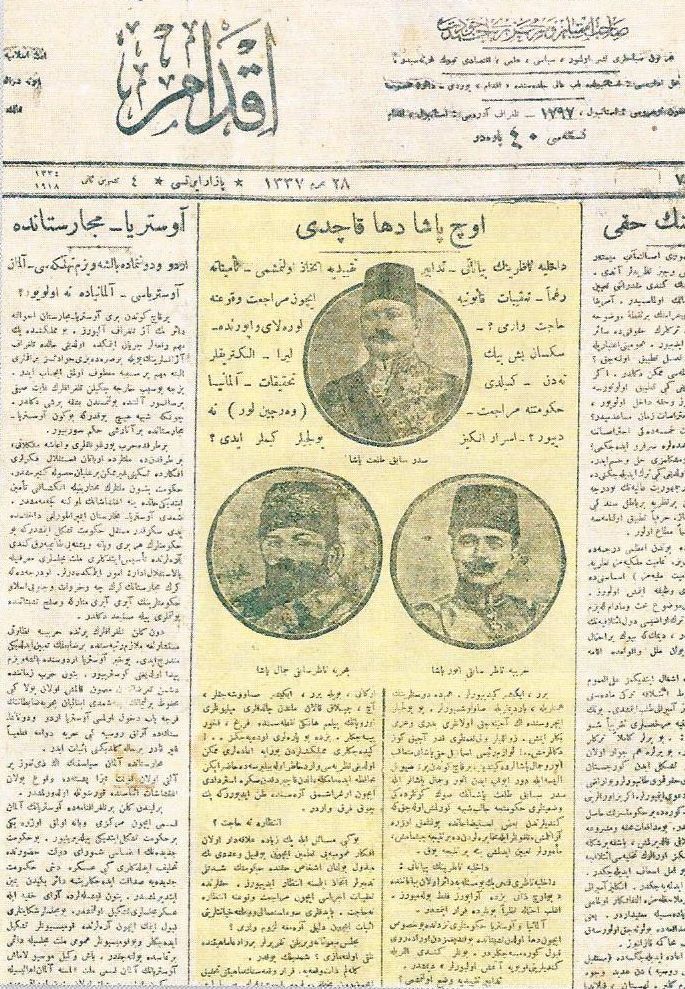
A primeira página do jornal Otomano Ikdam em 4 de novembro de 1918, depois dos Três Paxás fugirem do país após a primeira Guerra Mundial. lê-se: "a Sua resposta para eliminar o problema armênio foi a tentativa de eliminação dos Armênios em si."

Nos meses que antecederam o final da I Guerra Mundial, o Império Otomano tinha passado por uma importante reestruturação. Em julho de 1918, o Sultão Maomé V Raxade morreu e foi sucedido por seu meio-irmão Mehmed VI. Os Ministros do Comitê de União e Progresso, incluindo a Três Paxás que executaram o Governo Otomano entre 1913 e 1918, haviam se demitido do cargo e fugiu do país logo depois. As ofensivas Alidas bem sucedidas em Salónica, representava uma ameaça direta para a capital Constantinopla dos Otomanos. O sultão Mehmed VI nomeou Ahmed Izzet Pasha para o cargo de Grão-Vizir e a tarefa dele de tentar um armistício com os Aliados e termina o envolvimento Otomano na guerra.
No dia 30 de outubro de 1918, um armistício foi assinado entre os Otomanos, representado pelo Ministro da Marinha, Rauf Orbay, e os Aliados, representado pelo Almirante Britânico Sir Somerset Gough-Calthorpe. O armistício, essencialmente, terminou a participação do Império Otomano na guerra e foi necessário forças do Império regressarem, embora ainda cerca de um milhão de soldados permaneceu no campo e uma luta em pequena escala continuou  nas fronteiras das províncias em novembro de 1918.

### Rendição de Constantinopla
Em novembro de 1918, a grã-Bretanha nomeou o Almirante Sir Somerset Gough-Calthorpe como Alto Comissário e o contra-Almirante Richard Webb como Assistente do Alto Comissário em Constantinopla. Um brigada francesa, mais tarde, entrou em Constantinopla em 12 de novembro de 1918, e as Tropas Britânicas entrou pela primeira vez a cidade em 13 de novembro de 1918. Logo no início de dezembro, em 1918, as tropas Aliadas ocuparam seções de Constantinopla e configuraram uma administração militar.
O Secretário de Estado dos EUA, Robert Lansing, convocou os representantes do Império Otomano, o Sultão Mehmed VI e Grão-Vizir Damat Ferid Pasha (membro fundador da Liberdade e de Acordo Partido ou Liberal União do Partido). A Conferência de Paz de Paris estabeleceu "A Comissão de Responsabilidades e Sanções", em janeiro de 1919.
Em 2 de janeiro de 1919, Gough-Calthorpe solicitou a autoridade da Foreign Office para obter a prisão e a entrega de todos os responsáveis pela incessante violação das condições do Armistício e a continuação de maus-tratos dos Armênios. Calthorpe reuniu uma equipe de funcionários auxiliares dedicado, incluindo um notável anti-turco Irlandês, Andrew Ryan, mais tarde, Sir, que, em 1951, publicou suas memórias. Em sua nova função como chefe de Dragoman do Alto comissariado Britânico e o Segundo Oficial Político, ele se encontrou no centro da questão armênia. Ele provou ser instrumental na prisão de um grande número de  (mais tarde) deportados a Malta. Estes grupo era formado pelos que continuaram a violar os termos do armistício, aqueles que teriam maltratados os prisioneiros de guerra Aliados e os responsáveis por excessos contra os Armênios, na Turquia em si, e em Cáucaso. Calthorpe solicitou uma entrevista pessoal com Reshid Paxá, Ministro dos Negócios Estrangeiros dos Otomanos, para intimidá-lo dizendo que  a Grã-Bretanha viu o caso dos armênios e os maus-tratos de prisioneiros de guerra como a "mais importante" e merecedora de  "máxima atenção". Dois dias mais tarde, Calthorpe formalmente solicitou a prisão de sete líderes do Comitê de União e Progresso (COPA). Enquanto entre 160 e 200 pessoas foram presos, outras 60 foram suspeitas de participação no massacre dos Armênios permaneceram em liberdade.  Em fevereiro de 1919 o Sultão informados os Aliados de que seu governo estava preparado para cooperar plenamente com as forças de ocupação em todos os sentidos.

## Cortes marciais

### Estabelecimento

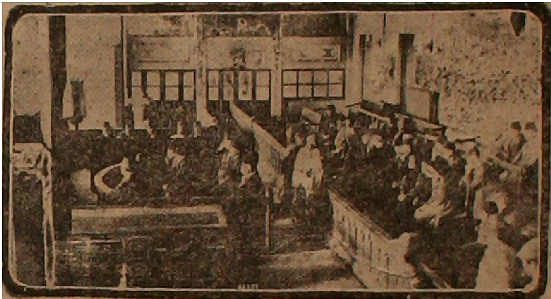
Uma sessão das cortes marciais em 3 de abril de 1919.

As cortes marciais foram estabelecidas em 28 de abril de 1919, enquanto a Conferência de Paz de Paris, de 1919 estava em curso. Uma comissão de inquérito foi criada, chamada de "Mazhar Comissão de Inquérito", que foi investido com poderes extraordinários de intimação, prisão, et cetera, através do qual os criminosos de guerra foram convocados para a avaliação. Esta organização recolheu vários documentos otomanos de várias províncias do Império Otomano. O Sultão Mehmed VI e Grão-Vizir Damat Ferid Pasha, como representantes do Império Otomano durante o Segundo Constitucional Época foram convocadis para a Conferência de Paz de Paris. Em 11 de julho de 1919, Damat Ferid Pasha oficialmente confessou os massacres contra os Armênios no Império Otomano. Ele foi o que começou os julgamentos de crimes de guerra realizados diretamente após a I Guerra Mundial para condenar à morte o chefe de perpetradores do genocídio.
O Governo Otomano em Constantinopla (representado por Damat Ferid Pasha), impingiu a culpa de alguns membros do Comitê de União e Progresso e de seu há muito tempo rivais, o Partido da Liberdade e Acordo, que iria garantir que o Império Otomano recebesse um tratamento mais brando durante a Conferência de Paz de Paris. Os julgamentos do partido (também chamado de Partido da União Liberal) erradicou o Comitê de União e Progresso da arena política. No dia 23 de julho de 1919, durante  o Congresso Erzurum, o General Kâzım Karabekir, emitiu uma ordem direta do Sultanato para colocar Mustafa Kemal Ataturk e Rauf Orbay sob prisão e assumir a posição de Kemal como Inspetor-Geral das Províncias do Leste. Ele desafiou o governo em Constantinopla e se recusou a realizar a prisão.:248
Naquele tempo, na Turquia havia dois governos concorrentes em Constantinopla e em  Ancara. O governo em Constantinopla apoiou as cortes turcas com mais ou menos gravidade, dependendo do atual governo. Enquanto o Grão-Vizir Damat Ferid Pasha (4 de Março - 2 de outubro de 1919 e, novamente, de 5 de abril - 21 de outubro de 1920) esteve na promotoria de justiça do órgão, o governo do Grão-Vizir Ali Riza Pasha (2 de outubro de 1919 - 2 de Março de 1920) mal-fez uma menção a um processo legal contra os criminosos de guerra. Os julgamentos também escondeu a participação do Movimento Nacional Turco no Genocídio armênio e, em última análise, resultou no aumento do apoio ao governo em Ancara, que seria levado, mais tarde, por Atatürk.

### Procedimento
O tribunal ocorreu por quase um ano, a partir de abril de 1919 a março de 1920, embora tornou-se claro depois de alguns meses que o tribunal foi simplesmente fazendo moções. Os juízes tinham condenado o primeiro conjunto de réus (Enver, e etc) quando eles estavam em segurança fora do país, e apesar do Tribunal fazer um grande show de seus esforços, não tinha a intenção de realizar prisões. O almirante Sir Somerset Gough-Calthorpe protestou na Sublime Porta, decidindo levar o julgamento turco por si próprio, e removeu o processo para Malta. Lá foi feita uma tentativa de assentamento de um tribunal internacional, mas os Turcos impediram as investigações, extraviaram as provas documentais, para que nada do seu trabalho pudesse ser usado pela corte internacional.
De acordo com o juiz do Tribunal Europeu de Direitos Humanos, Giovanni Bonello, "é bastante provável que os britânicos acharam o processo penal de sistema inquisitorial continental usando na Turquia repugnante, para a sua visão de justiça criminal e duvidou da propriedade disso''. Ou, possivelmente, o governo turco, nunca mostrou os documentos de acusação utilizados pelos tribunais militares. Seja qual for o motivo, com o advento do poder de Ataturk, todos os documentos em que dos tribunais militares turcos basearam seus julgamentos e condenações, foram "perdidos". O Almirante John de Robeck foi substituído pelo Almirante Gough-Calthorpe em 5 de agosto de 1919 como "Comandante-em-Chefe, do Mediterrâneo e o Alto-Comissário, em Constantinopla". Em agosto de 1920, o processo foi interrompido, e o Almirante John de Robeck informou a Londres da inutilidade de continuar o tribunal, com a observação: "as suas conclusões não podem ser mantidas por qualquer conta."
Uma comissão de investigação foi iniciada imediatamente por Hasan Mazhar, encarregado de reunir provas e testemunhos, com um esforço especial para a obtenção de perguntas sobre os funcionários públicos envolvidos nos massacres cometidos contra os Armênios. De acordo com o estudioso do genocídio, Vahakn Dadrian, a Comissão trabalhou, nos termos dos artigos 47, 75 e 87 do Código de Processo Penal Otomano. E tinha amplo poderes de investigação, porque não era limitado apenas pela condução de processos judiciais, pesquisas e apreensão de documentos, mas também a prisão de suspeitos com a ajuda do Departamento de Investigação Criminal, e outros serviços do Estado. Em um curso de três meses, o comitê conseguiu reunir 130 documentos e arquivos referentes aos massacres, e eles transferiram para as cortes marciais.

### Veredicto
Em 5 de julho de 1919, o tribunal chegou a um veredicto que condenou os organizadores dos massacres, Talat, Enver, Cemal e outros para a morte. O tribunal militar descobriu que era a intenção da COPA eliminar os Arménios fisicamente, através de sua Organização Especial. O pronunciamento a seguir:
A Corte Marcial, tendo em consideração o acima nomeado crimes declara, por unanimidade, a culpabilidade dos principais fatores destes crimes, os fugitivos Talaat Paxá, ex-Grão-Vizir, Enver Efendi, ex-Ministro da Guerra, ex-membro do Exército Imperial, Cemal Efendi, ex-Ministro da Marinha, também ex-membro do Exército Imperial, e o Dr. Nazim Efendi, ex-Ministro da Educação, membros do Conselho-Geral da Uniãoe Progresso, que representa a moral pessoal do grupo; ... o Tribunal Marcial pronuncia, de acordo com tais estipulações da Lei, a pena de morte contra Talaat, Enver, Cemal, e o Dr. Nazim.
As cortes marciais foram oficialmente dissolvidas pela COPA que confiscou seus bens e provas que os condenava como culpados. Dois dos três Paxás que fugiram foram, mais tarde, assassinado por arménios vigilantes durante a Operação Nemesis.

## Detenção em Malta e consequências
Militares otomanos e membros do alto escalão de políticos condenados pela corte marcial foram transferidos de Constantinopla para as prisões em Colônia da Coroa de Malta, a bordo do SS Princesa Ena e no HMS Benbow pelas forças britânicas, no início de 1919. O almirante Sir Somerset Gough-Calthorpe estava no comando da operação, juntamente com Lord Curzon; eles realizaram a prisão devido à falta de transparência dos tribunais marciais turcos. Eles foram mantidos presos por três anos, enquanto foram realizadas buscas de arquivos em Constantinopla, Londres, Paris e Washington para encontrar uma maneira de colocá-los em julgamento. No entanto, os criminosos de guerra foram libertados, sem julgamento, e voltou para Constantinopla, em 1921, em troca de 22 prisioneiros de guerra britânicos detidos pelo governo em Ancara, incluindo um parente de Lord Curzon. O governo em Ancara foi uma oposição ao poder político do governo, em Constantinopla. Eles são frequentemente citados como os Exilados Maltas em algumas fontes.
De acordo com o juiz do Tribunal Europeu de Direitos Humanos, Giovanni Bonello, a suspensão de processos judiciais, a repatriação e a liberação de turcos detidos foi, entre outros, um resultado da falta de um quadro jurídico adequado, com jurisdição supranacional, porque após a I Guerra Mundial não havia normas internacionais que regulamentassem os crimes de guerra, devido a um vazio jurídico no direito internacional; portanto, ao contrário das fontes turcas, nenhum julgamento foi realizado em Malta.

### Punição

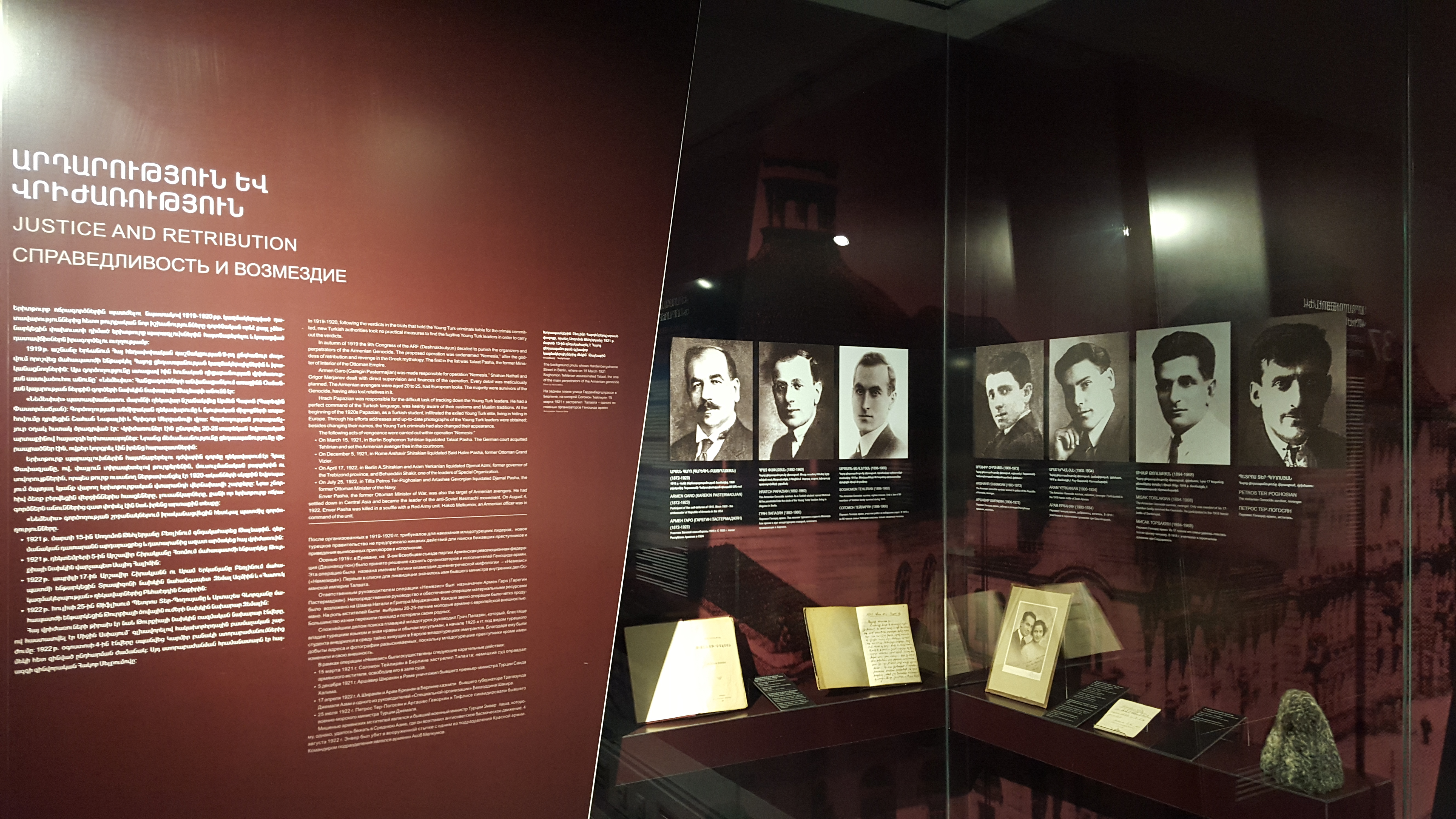
Uma exposição dedicada a Operação de Nemesis no museu do genocídio, em Yerevan, Arménia

No 9º Congresso Geral da Federação Revolucionária Armênia, que se reuniu em Yerevan entre 27 de setembro até o final de outubro de 1919, discutiram a retaliação contra aqueles que, pessoalmente, foram responsáveis pela organização do Genocídio. Uma força-tarefa, liderada por Shahan Natalie, trabalhandocom Grigor Merjanov, foi criada para assassinar Talaat Paxá, Javanshir Khan, Disse Halim Pasha, Behaeddin Shakir Bey, Jemal Azmi, Cemal Pasha, Enver Pasha, bem como vários colaboracionistas armênios, em uma operação secreta com o codinome de Operação Nemesis.

## Roubo de evidências
Um documento vazado pelo WikiLeaks classificado como confidencial assinado por David Arnett em 4 de julho de 2004 no Consulado Geral dos EUA em Istambul, afirma o seguinte:

De acordo com o Professor Halil Berktay da Universidade de Sabanci, havia dois sérios esforços para limpar os arquivos de qualquer acusação de documentos sobre a questão armênia. O primeiro teve lugar em 1918, presumivelmente, antes das forças Aliadas ocuparem Istambul. Berktay e outros apontam para o testemunho, em 1919 dos Tribunais Militares Turcos, indicando que documentos importantes foram "roubados" dos arquivos. Berktay acredita que uma segundo remoção foi executada em conjunto com aliados de Ozal para abrir os arquivos, por um grupo de aposentados diplomatas e generais, liderados pelo ex-Embaixador Muharrem Nuri Birgi.

De acordo com o documento, o embaixador Muharrem Nuri Birgi foi efetivamente encarregado de destruir provas durante a década de 1980. Durante o processo de eliminar as provas, o embaixador Birgi afirmou, em referência aos Armênios: "Nós realmente matamos eles." Outros, como Tony Greenwood, Diretor do Instituto de Pesquisa Americano na Turquia, confirmou que um grupo de militares aposentados foram "passando pelo" arquivo. No entanto, foi observado por um determinado turco estudioso que o examinação era apenas um esforço para purgar os documentos encontrados nos arquivos.

## Controvérsia
Há uma controvérsia por fontes revisionistas sobre as traduções em língua Ocidental (principalmente inglês e alemão) dos veredictos e contas publicados em jornais. Gilles Veinstein, um professor de história Otomana e turco no Collège de France, estima-se que a tradução feita pelo ex-arménio historiador Haigazn Kazarian é "altamente tendenciosa, em vários locais". Os turco historiadores Erman Sahin e Ferudun Ata acusam Taner Akçam de realiza traduções erradas e imprecisas, incluindo a regravação de importantes frases e a adição de coisas não incluído na versão original. Taner Akçam não respondeu às acusações.